# شبرق شائك
الشبرق الشائك أو لتين أو الشبرق (باللاتينية: Ononis spinosa) نوع نباتي ينتمي إلى جنس الشبرق من الفصيلة البقولية.

## مكان تواجده والانتشار
موطنه المشرق العربي والمغرب العربي ومعظم مناطق أوروبا. يتواجد بالاساس على جوانب الطرق، في الأرض البور، والحقول.
ينمو الشبرق في منتصف الصيف تحديدا

## وصف النبتة
شجيرة تدوم أكثر من سنتين ذات ازهار حمراء إلى زهرية. وللجذوع اشواك مما يجعلها صعبة المنال.

## فوائد النبتة الطبية
1. تستخدم في غسل الفم للتخفيف من الم الاسنان.
2. تنثر جذورها المسحوقة على اطراف القروح الخارجية فتلين من تصلبها وتساعد على شفائها بصورة حسنة.
3. تدر البول، وتفتت الحصى، وذلك بأخذ قشرة الجذر الخارجية منقوعا بالماء.
4. المستخلص يفتح بقوة سدد الكبد والطحال.[7]

## الاستعمال الحديث للنبتة
1. الازهار والجذور شعبية عند العشابين الفرنسيين لمعالجة أمراض والتهابات المسالك البولية.
2. الجذور المسحوقة تدر البول وتعطى على هيئة مستخلص. يوصف في حالة الاستسقاء والحصى في الكلى، والتهاب المثانة، وانحباس البول.
3. تجفف الازهار ويستعمل النقوع منها غرغرة أو غسولا للفم لمعالجة الحلق المتقرح واللثة.